# Lomographa simplicior
Lomographa simplicior là một loài bướm đêm trong họ Geometridae.